# Paragryllodes campanella
Paragryllodes campanella är en insektsart som beskrevs av Desutter-grandcolas 1998. Paragryllodes campanella ingår i släktet Paragryllodes och familjen syrsor. Inga underarter finns listade i Catalogue of Life.